# Myrmarachne foenisex
Myrmarachne foenisex Simon, 1910 è un ragno appartenente alla famiglia Salticidae.

## Caratteristiche
Questa specie appartiene al tristis-group, una trentina di specie del vasto genere Myrmarachne; si differenzia dalle altre specie per la forma e il colore del cefalotorace.

## Biologia
Questo ragno è mirmecofilo, cioè vive in associazione con le formiche, e mirmecomorfo, cioè imita le formiche nel colore, nella forma e nel comportamento. In particolare questa specie viene spesso rinvenuta all'interno dei formicai di Oecophylla longinoda (Latreille, 1802), di cui può occasionalmente predare le larve.

## Distribuzione
La specie è diffusa in Africa centrale e occidentale; nello specifico è stata rinvenuta in Angola, (Dundo); in Ghana, (Legon e monte Atewa); nella Guinea, (Kindia); nel Senegal, nei pressi di Dakar e nello Zaire (Tkenge e Makala Ntete).

## Tassonomia
Al 2012 non sono note sottospecie.